# Jonathan Castroviejo
Castroviejo  Nicolás est un nom espagnol. Le premier nom de famille, en général paternel, est Castroviejo ; le second, en général maternel, souvent omis, est Nicolás.
Jonathan Castroviejo Nicolás, né le 27 avril 1987 à Getxo, est un coureur cycliste espagnol. Il évolue au sein de l'équipe Ineos.

## Biographie

### Cyclisme junior et amateur
En junior, il a couru au sein de l'équipe Punta Galea de Getxo, où il a eu de très bons résultats qui lui ont valu le titre de "meilleur junior de Biscaye".
En tant qu'amateur, il a toujours couru dans l'équipe Seguros Bilbao, dirigée par Xavier Artetxe. En 2006, sa première année, il obtient quelques bons résultats, au cours d'une saison où son coéquipier Beñat Intxausti domine une bonne partie des courses. En 2007, sa seconde année, leader de l'équipe Seguros Bilbao (après le passage d'Intxausti chez les professionnels), Castroviejo réalise une grande saison, gagnant à Ereño, Laukiz, Aiegi, Berriatua, Bergara, Markina, ainsi que le championnat du Pays basque du contre-la-montre. Il remporte le "Trofeo Lehendakari" cette année-là, prix qui distingue le meilleur cycliste basque de 19-20 ans de la saison.
Sa trajectoire et sa progression ont fait qu'il a été recruté par la Fundación Ciclista Euskadi. Suivant le plan de formation de l'équipe, il a signé avec l'équipe continentale, Orbea-Oreka SDA, afin d'optimiser sa préparation et sa formation, avant de passer ultérieurement et si les résultats sont confirmés, chez Euskaltel-Euskadi (équipe ProTour).

### Cyclisme professionnel

#### Débuts chez Orbea-Oreka SDA (2008-2009)

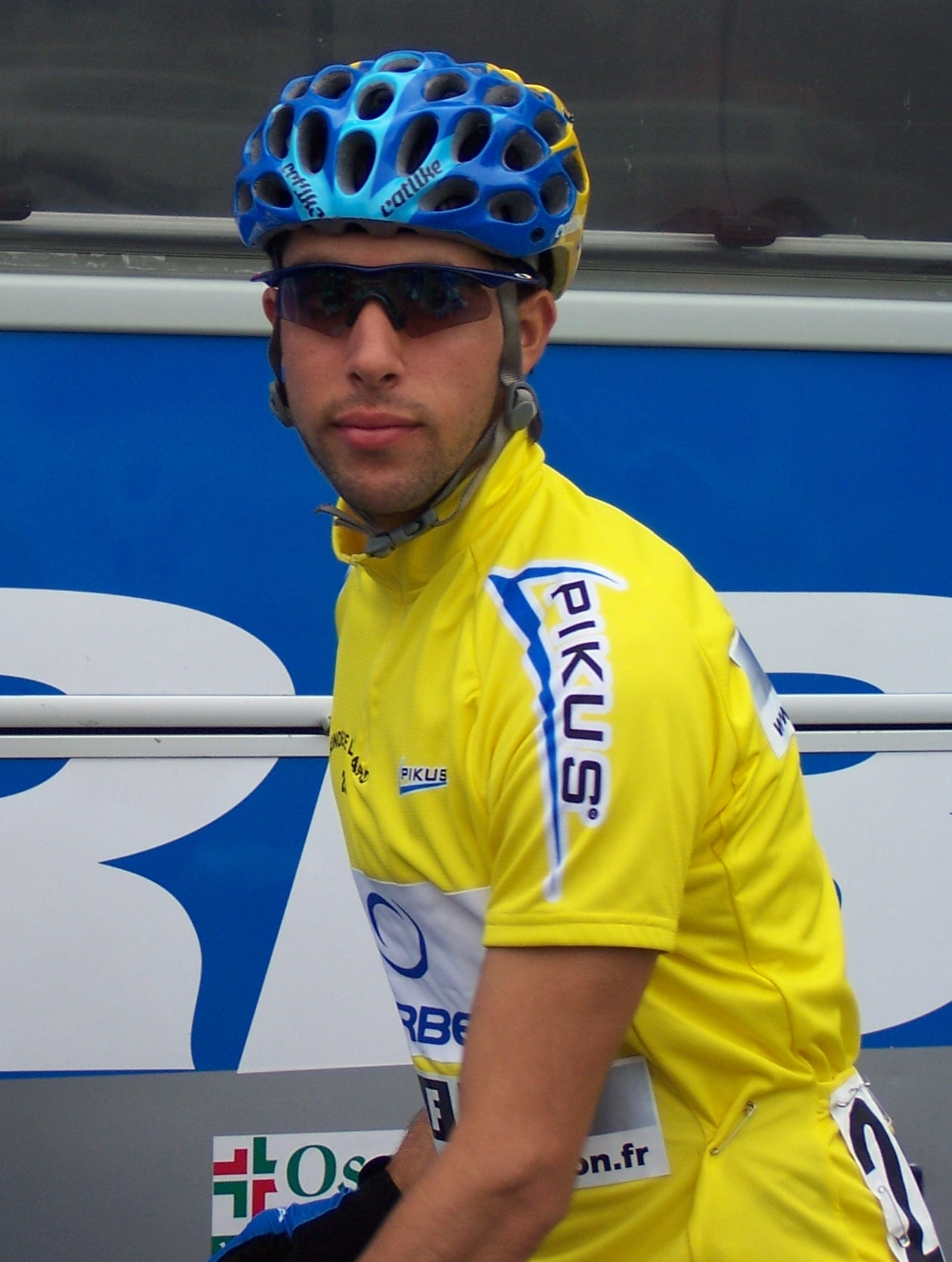
Jonathan Castroviejo au départ de la 1re étape de la Ronde de l'Isard d'Ariège 2009

En 2008, pour sa première saison chez les professionnels, il obtient quelques bonnes places, comme la cinquième position lors de l'étape reine du Tour des Asturies, ou la onzième place au Championnat d'Espagne du contre-la-montre. Il fait un bon bilan de son année d'apprentissage.
En 2009, il décide de continuer une année de plus chez Orbea, avant de passer en catégorie UCI Pro Tour. Au Tour du Haut Anjou, après s'être classé second du contre-la-montre individuel, il inscrit sa première victoire professionnelle lors de la troisième étape (100 km, entre Saint-Martin-du-Bois et Craon) après avoir décroché ses compagnons d'échappée. Peu après, il s'impose lors du prologue de la Ronde de l'Isard. Deux jours plus tard, il termine quatrième de l'étape du Plateau de Beille remportée par son coéquipier Romain Sicard. Il termine cette édition de la Ronde de l'Isard sur la seconde marche du podium, à 1 minute et 17 secondes du vainqueur, Alexandre Geniez. Il se classe à nouveau second lors du Circuito Montañés. Il conclut ce cycle de bons résultats en prenant la 6e place aux Championnats d'Espagne contre-la-montre. En septembre, il remporte la cinquième étape du Tour de l'Avenir, après avoir perdu plus de 18 minutes lors de la 2e étape à la suite d'une chute qui l'a empêché de lutter pour la victoire finale. Peu après, il fait partie de la sélection espagnole pour la course en ligne des Championnats du monde sur route espoirs de Mendrisio (Suisse), où il se classe treizième, à 1 minute et 40 secondes du vainqueur. En fin de saison, il signe, avec l'équipe Euskaltel-Euskadi, un contrat de deux ans.

#### Euskaltel-Euskadi (2010-2011)
Jónathan Castroviejo s'impose en 2010 lors du classement des sprints du Tour de Catalogne. Il obtient également la cinquième du championnat d'Espagne du contre-la-montre. Il remporte sa première victoire importante, en 2011, lors du prologue du Tour de Romandie avec 27 centièmes d'avance sur le deuxième, Taylor Phinney.
En 2011, il remporte le prologue du Tour de Romandie et la première étape du Tour de la communauté de Madrid (contre-la-montre). Le 24 juin, il termine deuxième du championnat d'Espagne du contre-la-montre derrière Luis León Sánchez. Il devance de 11 secondes Alberto Contador. Il termine 11e du championnat du monde du contre-la-montre à Copenhague au Danemark.

#### Movistar (2012-2017)
En 2012, Castroviejo est cinquième du Tour de Murcie, septième du Tour de Castille-et-León. En mai, il obtient sa première victoire avec Movistar en gagnant la première étape du Tour de la communauté de Madrid, un contre-la-montre. Il est convoqué a la course en ligne des Jeux olympiques pour représenter l'Espagne en remplacement de Samuel Sánchez, forfait en raison d'une blessure survenue lors du Tour de France. Il figure dans la bonne échappée avec ses leaders Alejandro Valverde et Luis León Sánchez et termine a la 26e place. Il participe également au contre-la-montre aux côtés de Luis León Sánchez et s'y classe neuvième.
Il porte le maillot de leader du classement général du Tour d'Espagne à l'issue du contre-la-montre par équipe inaugural, ayant franchi la ligne le premier. Il le perd deux jours plus tard au profit de son coéquipier Alejandro Valverde lors de la troisième étape. Lors des championnats du monde sur route dans le Limbourg néerlandais, Castroviejo est sixième du premier championnat du monde du contre-la-montre par équipes de marques, avec Movistar. Avec l'équipe d'Espagne, il dispute également le contre-la-montre, dont il prend la 22e place, et la course en ligne, où Valverde est médaillé de bronze.
En 2013, il remporte le championnat d'Espagne du contre-la-montre assez largement devant Luis León Sánchez et Rubén Plaza. Il dispute son premier Tour de France en tant qu'équipier d'Alejandro Valverde, huitième du classement général, et de Nairo Quintana, deuxième. Il termine cette première grande boucle à la 97e place. Aux championnats du monde sur route à Florence, il participe à nouveau aux trois courses masculines élite. Avec Movistar, il est dixième du contre-la-montre par équipes, où les leaders de l'équipe d'Espagne Joaquim Rodríguez et Alejandro Valverde sont médaillés d'argent et de bronze, et le Portugais Rui Costa, membre de Movistar, médaillé d'or.
En 2014, Castroviejo dispute le Tour d'Italie en tant qu'équipier de Nairo Quintana, vainqueur de la course. En juin, il est troisième du championnat d'Espagne du contre-la-montre, derrière ses coéquipiers Alejandro Valverde et Ion Izagirre. En août, il prend le départ du Tour d'Espagne, en tant qu'équipier de Valverde et Quintana. Avec ses coéquipiers, il gagne la première étape, un contre-la-montre par équipes. Cette victoire lui permet de revêtir le maillot rouge, qu'il cède dès le lendemain à Valverde. Aux championnats du monde sur route à Ponferrada, Castroviejo est sélectionné pour le contre-la-montre et la course en ligne,. Il est dixième du contre-la-montre. Lors de la course en ligne, il est équipier de Valverde, médaillé de bronze, et termine 51e. Le contrat qui le lie à Movistar est prolongé de deux ans.
Castroviejo est sélectionné pour le contre-la-montre des championnats du monde 2015 de Richmond.
Son début de saison 2016 est perturbé par une chute au Tour de l'Algarve après avoir percuté un spectateur. Il est atteint de fractures à la sixième vertèbre cervicale ainsi qu'à l'ulna gauche. Il ne reprend la compétition qu'en juin à l'occasion du Tour de Suisse. Il perd ensuite son titre de champion d'Espagne du contre-la-montre en étant deuxième derrière son coéquipier Ion Izagirre. En juillet, il est deuxième du contre-la-montre du Tour de Pologne derrière un autre coéquipier, Alex Dowsett. Castroviejo ainsi qu'Alejandro Valverde, Joaquim Rodríguez, Imanol Erviti et Ion Izagirre constituent la sélection espagnole pour la course en ligne des Jeux olympiques. Castroviejo et Izagirre sont également retenus pour le contre-la-montre. Ne terminant pas la course en ligne, il est quatrième du contre-la-montre à quatre secondes du médaillé de bronze Christopher Froome,.
En 2017, il est présélectionné pour participer aux championnats d'Europe de cyclisme sur route. Fin août, il termine deuxième du Tour du Poitou-Charentes.

#### Sky puis Ineos Grenadiers (Depuis 2018)
Au mois d'août 2017, il fait le choix de quitter la formation espagnole Movistar et s'engage avec l'équipe Sky pour la saison 2018.
Sélectionné pour représenter son pays aux championnats d'Europe de cyclisme sur route en 2018, il se classe second de l'épreuve contre-la-montre.
Au début de l'été 2019, il s'adjuge un nouveau titre de champion d'Espagne du contre-la-montre
En juin 2023, il remporte le championnat d’Espagne du contre-la-montre pour 3 secondes devant Oier Lazkano. Engagé par son équipe sur le Tour de France, il termine cette course à la 15e du classement général. Il obtient cette occasion sa meilleure performance sur un grand tour.

## Palmarès et résultats

### Palmarès amateur
| - 2004 - Bizkaiko Itzulia : - Classement général - 3ea étape - 3e du Premio Primavera juniors - 3e du championnat de Biscaye du contre-la-montre juniors - 3e du championnat de Biscaye sur route juniors - 2005 - Champion de Biscaye sur route juniors - Champion de Biscaye du contre-la-montre juniors - Bizkaiko Itzulia : - Classement général - 2e et 3eb (contre-la-montre) étapes - 1re étape du Tour de La Rioja juniors - 3e du championnat d'Espagne sur route juniors - 2006 - 2e du Premio Primavera | - 2007 - Champion du Pays basque du contre-la-montre - Torneo Lehendakari - Ereñoko Udala Sari Nagusia - San Gregorio Saria - Pentekostes Saria - Mémorial Sabin Foruria - 2009 - 3e étape du Tour du Haut Anjou - 1re étape de la Ronde de l'Isard d'Ariège (contre-la-montre) - 5e étape du Tour de l'Avenir - 2e de la Ronde de l'Isard d'Ariège - 2e du Circuito Montañés |  |

### Palmarès professionnel
| - 2011 - Prologue du Tour de Romandie - 1re étape du Tour de la communauté de Madrid (contre-la-montre) - 2e du championnat d'Espagne du contre-la-montre - 3e du Tour de la communauté de Madrid - 2012 - 1re étape du Tour de la communauté de Madrid (contre-la-montre) - 1re étape du Tour d'Espagne (contre-la-montre par équipes) - 2e du championnat d'Espagne du contre-la-montre - 6e de l'Eneco Tour - 9e du contre-la-montre des Jeux olympiques - 2013 - Champion d'Espagne du contre-la-montre - 2014 - 1re étape du Tour d'Espagne (contre-la-montre par équipes) - 3e du championnat d'Espagne du contre-la-montre - 10e du championnat du monde du contre-la-montre - 2015 - Champion d'Espagne du contre-la-montre - 3e du championnat du monde du contre-la-montre par équipes - 3e du Tour du Poitou-Charentes - 4e du championnat du monde du contre-la-montre | - 2016 - Champion d'Europe du contre-la-montre - 2e du championnat d'Espagne du contre-la-montre - 2e du Chrono des Nations-Les Herbiers-Vendée - 3e du championnat du monde du contre-la-montre - 4e du contre-la-montre des Jeux olympiques - 2017 - Champion d'Espagne du contre-la-montre - 3e étape du Tour de l'Algarve (contre-la-montre) - 2e du Tour du Poitou-Charentes - 3e du Circuit de la Sarthe - 3e du Chrono des Nations-Les Herbiers-Vendée - 7e de Tirreno-Adriatico - 2018 - Champion d'Espagne du contre-la-montre - 3e étape du Critérium du Dauphiné (contre-la-montre par équipes) - 2e du championnat d'Europe du contre-la-montre - 6e du championnat du monde du contre-la-montre - 2019 - Champion d'Espagne du contre-la-montre - 2023 - Champion d'Espagne du contre-la-montre |  |

### Résultats sur les grands tours

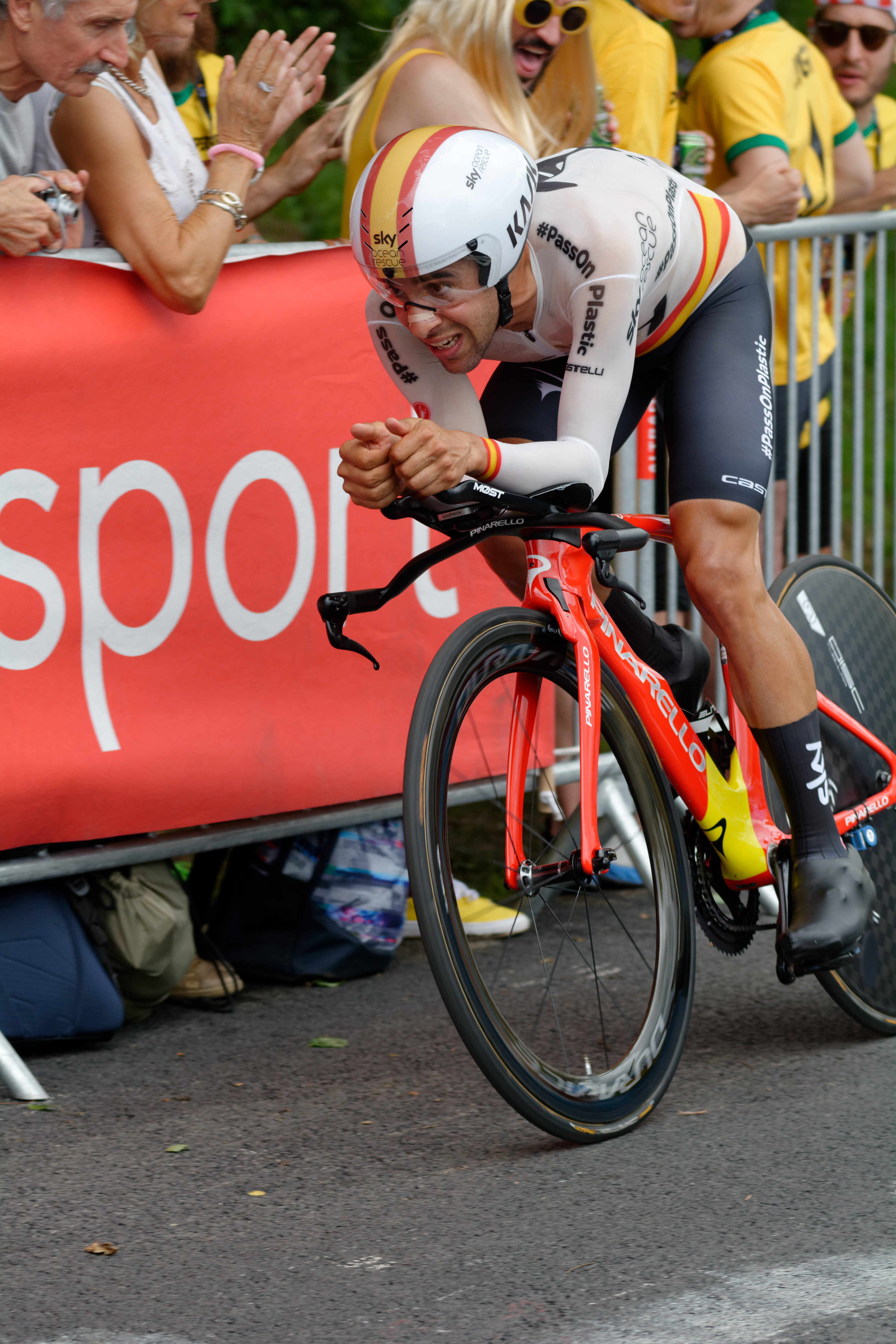
Au Tour de France 2018

#### Tour de France
10 participations
- 2013 : 97e
- 2015 : 24e
- 2017 : 60e
- 2018 : 70e
- 2019 : 50e
- 2020 : non-partant (19e étape)
- 2021 : 23e
- 2022 : 49e
- 2023 : 15e
- 2024 : 53e

#### Tour d'Italie
5 participations
- 2014 : 57e
- 2020 : 24e
- 2021 : 23e
- 2022 : 64e
- 2025 : 61e

#### Tour d'Espagne
5 participations
- 2012 : 148e, vainqueur de la 1re étape (contre-la-montre par équipes),  maillot rouge pendant 2 jours
- 2014 : 65e, vainqueur de la 1re étape (contre-la-montre par équipes),  maillot rouge pendant 1 jour
- 2016 : 36e
- 2018 : 100e
- 2023 : 60e

### Classements mondiaux
| Année                                 | 2009 | 2010 | 2011 | 2012 | 2013 | 2014 | 2015 | 2016 | 2017 | 2018 | 2019 | 2020 | 2021 | 2022 | 2023 | 2024  |
| ------------------------------------- | ---- | ---- | ---- | ---- | ---- | ---- | ---- | ---- | ---- | ---- | ---- | ---- | ---- | ---- | ---- | ----- |
| UCI World Tour                        |      |      | 163e | 92e  | 186e | nc   | 200e | 149e | 123e | 145e |      |      |      |      |      |       |
| Classement mondial                    |      |      |      |      |      |      |      | 93e  | 95e  | 173e | 507e | 438e | 813e | 681e | 227e | 1195e |
| UCI Europe Tour                       | 137e |      |      |      |      |      |      | 186e | 63e  | 438e | 389e | 359e | 627e | 526e | nc   | nc    |
| UCI Asia Tour                         | nc   |      |      |      |      |      |      | 28e  | nc   | nc   |      |      |      |      |      |       |
| UCI America Tour                      | nc   |      |      |      |      |      |      | 25e  | nc   | nc   |      |      |      |      |      |       |
|                                       |      |      |      |      |      |      |      |      |      |      |      |      |      |      |      |       |
| Légende : nc = non classéSource : UCI |      |      |      |      |      |      |      |      |      |      |      |      |      |      |      |       |